# Традиция Ла-Огетт
Традиция Ла-Огетт, или Огеттская традиция, — археологическая псевдокультура; более точным термином является «группа однородных находок». Огеттские находки относятся к древнейшему периоду неолита, около 6 тысячелетия до н. э. Название традиции дал в 1983 г. французский археолог Кристиан Жёнес (Christian Jeunesse) по имени населённого пункта в департаменте Кальвадос в Нормандии, который находился на западной границе области распространения данной традиции. По-видимому, огеттская керамика является древнейшей керамикой Центральной Европы. Является одним из локальных потомков или результатом влияния культуры кардиальной керамики, и в то же время, испытала сильное влияние юго-западного вариианта культуры линейно-ленточной керамики. Немецкий археолог Э. Числа описывает её как «мезолитическую в целом, но с керамикой» (аналогично лимбургской культуре).

## Распространение
Культура была распространена в бассейнах рек Мозель, Маас и Рейн и их притоков. На западе имеется только два памятника в районе реки Маас, а также памятник, давший название культуре, в департаменте Кальвадос, к западу от устья Сены. Крайней южной точкой является грот Гардон (департамент Эн, к северу от Лиона), а крайней северной — река Липпе.

## Керамика
Почти вся информация о традиции Ла-Огетт основана на её керамике, которая существенно отличается по цвету, форме и декоративным мотивам от культуры линейно-ленточной керамики и встречается вдоль границы её распространения, часто в одних и тех же местах, но существенно отличаясь от линейно-ленточной. На керамике Ла-Огетт имеются украшения в виде насечек, по форме напоминающих ленты или гирлянды, на которой иногда имеется дополнительная лепнина в виде полосок. Аналогичные украшения керамики с насечками, однако без лепнины, встречаются в западном Средиземноморье в изделиях культуры импрессо; аналоги имеются также в труднодатируемом археологическом памятнике Лёкат-Корреж (Leucate-Corrège) в Лангедоке. Это позволяет считать весьма вероятным культурное влияние культуры «импрессо» на культуру Ла-Огетт, которая, скорее всего, происходит от переселенцев в Западную Европу из Средиземноморья. Вместе с тем. керамика Ла-Огетт имеет ряд элементов, которые нетипичны для керамики имперссо.

## Находки
До настоящего времени керамику Ла-Огетт находили в поселениях западной области распространения культуры линейно-ленточной керамики. Лишь в нескольких местах керамику типа Ла-Огетт обнаруживали без линейно-ленточной керамики:
- Ла-Огетт в департаменте Кальвадос (отсюда название культуры), Франция
- Анрёхте, Германия,
- Листаль-Хурлиштрассе, Швейцария
- Грот-дю-Гардон, департамент Эн, Франция
- Штутгарт, Германия
- Свейкхайзен, провинция Лимбург, Нидерланды

### Обзорная
- Maria Cladders: Die Tonware der ältesten Bandkeramik. Untersuchungen zur zeitlichen und räumlichen Gliederung. Bonn 2001
- Claude Constantin: Fin du rubané, céramique du Limbourg et post-rubané. Le néolithique le plus ancien en Bassin Parisien et en Hainaut. British Archaeological Reports, Internat. Ser. 273 (1985)
- Chr. Jeunesse: La Céramique de la Hoguette. Un nouvel «élément non-rubané» du neolithiqie ancien de l‘Europe du Nord-Ouest. Cahiers Alsaciens 30, 1987, 5ff.
- Jens Lüning, Ulrich Kloos u. Siegfried Albert: Westliche Nachbarn der bandkeramischen Kultur: Die Keramikgruppen La Hoguette und Limburg. Germania 67, 1989, 355—420
- Jürg Sedlmeier: Neue Erkenntnisse zum Neolithikum in der Nordwestschweiz. Arch. der Schweiz 4/2003.

### Ранний период
- Ch. Erny-Rodmann, E. Gross-Klee, J.N. Haas, S. Jacomet & H. Zoller: Früher 'human impact' im Übergangsbereich Spätmesolithikum-Frühneolithikum im schweizerischen Mittelland. Jahrb. Schweiz. Ges. Ur- und Frühgeschichte 80, 1997, 27-56.
- C.C. Bakels:1982. Der Mohn, die Linearbandkeramik und das westliche Mittelmeergebiet. Archäologisches Korrespondenzblatt 12, 1982 11—13.